# Qiziltepa
Qiziltepa (o anche Kyzyltepa, in russo Кызылтепа) è il capoluogo del distretto di Qiziltepa nella regione di Navoiy in Uzbekistan. Ha una popolazione di 14.612 abitanti (calcolati per il 2010). La città si trova a metà strada tra Bukhara e Navoiy, sulla M37 che collega le due città a Samarcanda.